# Sury
Sury is een gemeente in het Franse departement Ardennes (regio Grand Est) en telt 96 inwoners (2009). De plaats maakt deel uit van het arrondissement Charleville-Mézières.
De gemeente werd op 22 maart 2015 opgenomen in kanton Rocroi nadat het kanton Mézières-Centre-Ouest, waar de gemeente tot dan toe onder viel, werd opgeheven.

## Geografie
De oppervlakte van Sury bedraagt 3,3 km², de bevolkingsdichtheid is dus 29,1 inwoners per km².
De onderstaande kaart toont de ligging van Sury met de belangrijkste infrastructuur en aangrenzende gemeenten.

## Demografie
Onderstaande figuur toont het verloop van het inwonertal (bron: INSEE-tellingen).

Vanwege een beveiligingsprobleem met de MediaWiki Graph-software is het momenteel niet mogelijk deze grafiek weer te geven. Zodra de software is bijgewerkt zal de grafiek vanzelf weer zichtbaar worden.
Blombay · Bourg-Fidèle · Le Châtelet-sur-Sormonne · Chilly · Étalle · Gué-d'Hossus · Laval-Morency · Maubert-Fontaine · Neuville-lès-This · Regniowez · Rimogne · Rocroi · Sévigny-la-Forêt · Sury · Taillette · This · Tremblois-lès-Rocroi
1. ↑  Populations de référence 2022.